# Gabriele Veneziano

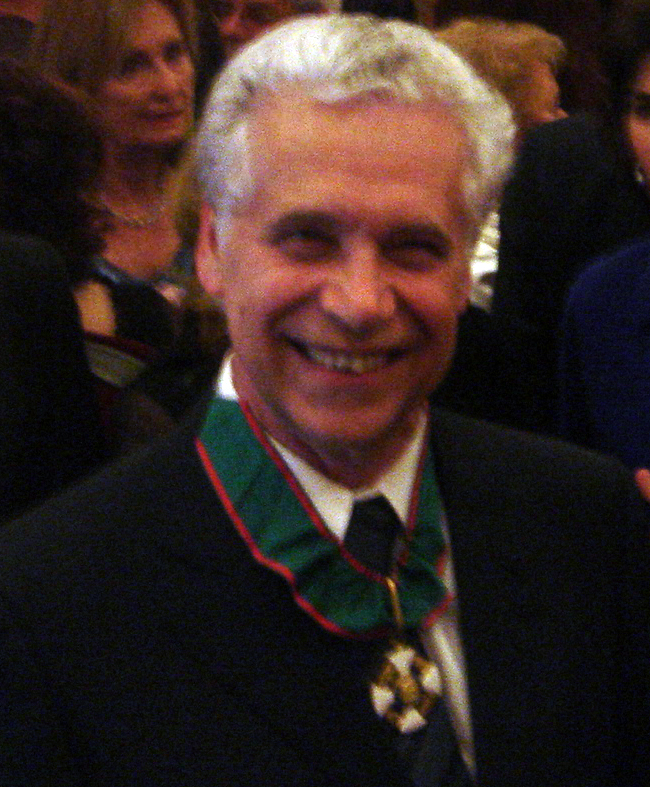
Gabriele Veneziano (2007)

Gabriele Veneziano (* 7. September 1942 in Florenz) ist ein italienischer Physiker, der als einer der Begründer der Stringtheorie gilt.

## Leben und Werk
Bis 1965 studierte Veneziano Physik in Florenz. Anschließend wurde er nach weiteren Studien von 1966 bis 1968 am Weizmann-Institut in Rehovot, Israel im Jahre 1967 promoviert. Von 1968 bis 1972 war er Post-Doc und „visiting associate professor“ am MIT und daraufhin wieder zurück zum Weizmann-Institut. Dort war er von 1975 bis 1977 ordentlicher Professor. Seit 1976 forscht er am CERN, seit 1977 als „senior staff member“ und war zwischen 1994 und 1996 Direktor der theoretischen Abteilung.
Ferner nahm er 2004 einen Ruf auf eine Professur am Collège de France an.
Am CERN führte er auch 1968 seine bekannteste Arbeit aus, die ihn zum „Vater“ der Stringtheorie machte. Er fand eine Formel für Streuamplituden von Resonanzen der starken Wechselwirkung, die die klassische Eulersche Betafunktion benutzte und eine Dualität ausdrückte (Veneziano-Amplitude). Nachdem sich Mitte der 1970er Jahre herausstellte, dass die Quantentheorie der Strings nur in höheren Dimensionen existiert und nicht wie ursprünglich erhofft als Theorie der starken Wechselwirkung in Betracht kam, verlagerte sich Venezianos Interesse auf die Quantenchromodynamik. Ab den 1990er Jahren beschäftigte er sich z. B. mit stringtheoretischer Quantenkosmologie, mit der er das Problem der Singularitäten schwarzer Löcher und des kosmologischen Big Bang untersuchte.
Veneziano ist 2002 Mitglied der französischen Akademie der Wissenschaften sowie seit 1996 der Accademia dei Lincei. Er erhielt den russischen Pomerantschuk-Preis (1999), den Dannie-Heineman-Preis für mathematische Physik (2004), die Albert-Einstein-Medaille (2006), die Oskar-Klein-Medaille (2007), den Premio Enrico Fermi (2005), die Dirac-Medaille der ICTP (2014) und die Amaldi-Medaille der SIGRAV (2023). 2000 erhielt er die Goldmedaille der italienischen Republik und wurde 2007 Commendatore al merito della Repubblica Italiana.
Er ist seit 1966 mit der Pariser Professorin für Psycholinguistik Edy Pacifici verheiratet und hat mit ihr zwei Töchter.

## Schriften
- An introduction to dual models of strong interactions and their physical motivations. In: Physics Reports, Band 9, 1974, S. 199–242
- Physics with a fundamental length. In: Brink, Friedan, Polyakov: The physics and mathematics of strings. 1990
- A simple short introduction to pre-big-bang physics/cosmology. Erice 1997, arxiv:hep-th/9802057
- mit Gasperini: String theory and pre-big-bang.cosmology. 2007, arxiv:hep-th/0703055